# Birthe Kjær
Birthe Kjær (født 1. september 1948 i Aarhus) er en dansk popsangerinde, som siden 1968 har været kendt fra især Dansktoppen, men har også sunget viser og jazz. Hun har desuden spillet teater, musicals og revy.

## Biografi
Hun blev døbt Birthe Glady Kjær Hansen og er datter af Hugo Amandus Hansen og Yrsa Irena Kjær Andersen. Navnet ændrede hun senere til Birthe Kjær.

### Musikalsk karriere
Birthe Kjær begyndte at optræde som stor pige og kom i 1960 med i en aarhusiansk gruppe med navnet Sunshine Trio, der spillede flere steder i landet og også opnåede at få et par optrædener på tv. Gruppen gik i opløsning, og Birthe Kjær begyndte som elev i en sparekasse. Hun fortsatte imidlertid med at synge, og i 1968 opdagede Johnny Reimar hende på en danserestaurant og tilbød hende en pladekontrakt. Hendes første single var "Arrivederci Franz", der gav hende et øjeblikkeligt gennembrud, idet sangen gik direkte ind på førstepladsen på Dansktoppen 8. december 1968. Sangen blev den første i en række succeser på Dansktoppen, bl.a. "Sommer og sol", "Tennessee Waltz" og "Pas på den knaldrøde gummibåd".

### Revyer og tv
I 1972 fik hun sin debut som revyskuespillerinde i Sans Souci i Kolding, hvor hun sang "Jeg går aldrig til bal uden trusser" og i perioden 1973-76 var Birthe Kjær fast medvirkende i "Revykøbing", som Volmer Sørensens revy i Nykøbing Falster blev kaldt i de år.
Hun har med mellemrum siden optrådt i forskellige revyer, blandt andet i Cirkusrevyen i 1990. Hun har også spillet teater, først og fremmest i musikforestillinger.
Kjær har også lavet tv. I 1991 var hun vært i en række shows på DR1 med titlen Med kjærlig hilsen, optaget på Bellevue Teatret. I 1995–96 var hun desuden vært for tv-quizzen Vildt forelsket på TV3.

### Viser og jazz
I 1989 indledte hun et samarbejde med violinisten Kim Sjøgren og guitaristen Lars Hannibal, hvilket resulterede i to albums med viser. Albummene blev desuden fulgt op med turné og tv-optrædener.
Birthe Kjær udgav i 2011 et jazzalbum med fortolkninger af en række kendte numre, heriblandt Frank Sinatras evergreen My Way. Med udgivelsen gik en gammel drøm i opfyldelse for hende, sagde hun i et interview.

### Melodi Grand Prix
Birthe Kjær har været med i det danske melodi grand prix adskillige gange og opnået gode placeringer. Det bedste fik hun i 1989, hvor hun vandt med sangen "Vi maler byen rød". Ved det efterfølgende internationale grand prix i Lausanne opnåede hun en tredjeplads. Før dette havde hun tre gange opnået en andenplads i det danske grand prix med sangene "Du og jeg" (sammen med Henning Vilen, 1980), "Vil du med" (1986) og "Hva' er du ude på?" (1987). I 1991 opnåede hun en tredjeplads med "Din musik, min musik".
Hun har desuden flere gange været vært ved det danske grand prix. I 1990 var hun vært med Dario Campeotto, i 2005 med Jarl Friis-Mikkelsen, og i 2009 var hun vært i Herning sammen med Felix Smith.
9. januar 2024 blev hun ridder af Dannebrog.

## Privatliv
Birthe Kjær har hele sit liv været ugift, men har haft kæresteforhold til bl.a. kapelmester Helmer Olesen, koncertarrangør Knud Thorbjørnsen og forretningsmanden Fritz Schur.
I 2005 deltog hun i det populære tv-program Vild med dans, men måtte den 18. oktober udgå af programmet, da hun under dansetræningen blev ramt af en blodprop i hjertet. Efter en ballonudvidelse blev hun indlagt til observation, men havde det efter omstændighederne godt og hun kom igennem operationen uden mén. 
5. juni 2002 modtog hun Gentofte Kommunes Kulturpris. Hun er optaget i Kraks Blå Bog fra 2010-udgaven.

## Diskografi
Birthe Kjær har udgivet følgende album under eget navn:

### Studiealbum
- Danse og synge med Birthe Kjær (1969)
- Træffere (1971)
- Jeg skal aldrig til bal uden trusser (1973)
- Tennessee Waltz (1974)
- Det var en yndig tid (1976)
- Fuglen og barnet (1977)
- Nu er det jul igen (1977)
- Nu (1978)
- Tak for al musikken (1980)
- Her er jeg (1981)
- Jeg er på vej (1982)
- Hvorfor er kærligheden rød? (1983)
- Vil du med? (1986)
- 1987 (1987)
- 100% (1988)
- På en anden måde (1989, med Lars Hannibal og Kim Sjøgren)
- Montmartre (1990)
- Med kjærlig hilsen (1991)
- Jeg ka' ikke la' vær' (1993)
- Vildt forelsket (1996)
- På vores måde (199, med Lars Hannibal og Kim Sjøgren)
- Som en fugl i det fri (1998)
- Længe leve livet (2001)
- På en fransk altan (2003)
- Lys i mørket (2006)
- Let It Snow (2007)
- Smile (2011)
- Birthe (2013)
- Lige fra hjertet (2015)
- Juletid (2022)

### Opsamlingsalbum
- Jul med Dansk-topkunstnere (1971, med Johnny Reimar, Bo Bendixen, Two Danes, Grethe Og Peter, Ulla Bach)
- Birthe Kjær & Johnny Reimar (1976, med Johnny Reimar)
- 13 rigtige (1976)
- Successer (1977)
- Arrivederci Franz (1980)
- Schlagerparade 1 (1980, med Henning Vilén)
- Vinterrevyen (1983, med Grethe Sønck, Kai Løvring m.fl.)
- Største hits (1988)
- Jeg skal aldrig til bal uden trusser (1989)
- Gennem tiden (1996)
- Det bedste af de bedste: Vi maler byen rød (1998)
- The Collection (1999)
- Mine favoritter (2001)
- 1969-1976 – 6 originale albums fra Birthe Kjær (bokssæt, 2005)
- Dejlig danske: Birthe Kjær (2007)
- Gennem 40 år (2008)
- 100 hits med Birthe Kjær (bokssæt, 2009)
- 50 års pletskud (2018)

Desuden har hun medvirket på en række andre album med andre kunstnere og på opsamlingsalbum.

## Andre medvirkener

### Film
- Revykøbing kalder (1973)
- Jydekompagniet (1988)
- Max (2000)

### Revy
- Cirkusrevyen (1990)
- Holstebro-revyen (1978, 1994 - Birthe Kjær fik en "Revy-Maren" for sin præstation)
- Nykøbing F. Revyen (1973, 1974, 1975, 1976)
- Svendborg Revyer (1972 - revyen gik konkurs efter få dage, men Kjær fik pæne anmeldelser)
- Sans Souci i Kolding (1972 - "Jeg går aldrig til bal uden trusser")